# Nuth
Nuth ist ein Ort und eine ehemalige Gemeinde in der niederländischen Provinz Limburg. Zum 1. Januar 2019 fusionierte Nuth mit Onderbanken und Schinnen zur neuen Gemeinde Beekdaelen.

## Ortsteile
- Aalbeek
- Arensgenhout
- Grijzegrubben
- Helle
- Hellebroek
- Hulsberg
- Laar
- Schimmert
- Swier
- Terstraten
- Vaesrade
- Wijnandsrade

## Politik

### Fusion
Nuth wurde zum 1. Januar 2019 mit Onderbanken und Schinnen zur neuen Gemeinde Beekdaelen zusammengeschlossen.

### Sitzverteilung im Gemeinderat
Bis zur Auflösung der Gemeinde ergibt sich seit 1981 folgende Sitzverteilung:
| Partei                          | Sitze  | Sitze | Sitze | Sitze | Sitze | Sitze | Sitze | Sitze | Sitze |
| Partei                          | 1981 a | 1986  | 1990  | 1994  | 1998  | 2002  | 2006  | 2010  | 2014  |
| ------------------------------- | ------ | ----- | ----- | ----- | ----- | ----- | ----- | ----- | ----- |
| Burger Belangen Nuth            | —      | —     | —     | —     | —     | —     | —     | —     | 4     |
| CDA                             | 5      | 6     | 5     | 5     | 5     | 6     | 5     | 5     | 3     |
| Politieke Partij Leefbaar Nuth  | —      | —     | 1     | 1     | 1     | 1     | 4     | 2     | 2     |
| VVD                             | 1      | —     | 0     | 1     | 2     | 2     | 3     | 2     | 2     |
| Trots op Nederland              | —      | —     | —     | —     | —     | —     | —     | 1     | 2     |
| GroenLinks                      | —      | —     | —     | —     | —     | 1     | 1     | 2     | 2     |
| Groot-Nuth                      | —      | —     | —     | —     | —     | —     | —     | 2     | 1     |
| PvdA                            | 1      | 2     | 2     | 2     | 3     | 2     | 4     | 2     | 1     |
| PPR                             | 1      | 2     | —     | —     | —     | —     | —     | —     | —     |
| Lokale Partij Nuth              | —      | —     | —     | —     | —     | —     | —     | 1     | —     |
| Lijst Lenoir                    | 4      | 6     | 7     | 7     | 5     | 4     | —     | —     | —     |
| Politieke Groep Groot-Nuth b    | —      | 3     | 2     | 1     | 1     | 1     | —     | —     | —     |
| Lijst Starmans                  | —      | 0     | —     | —     | —     | —     | —     | —     | —     |
| Progressief Politiek Kollektief | —      | 0     | —     | —     | —     | —     | —     | —     | —     |
| Eendracht Maakt Macht Hulsberg  | 2      | —     | —     | —     | —     | —     | —     | —     | —     |
| Lijst Goffin c                  | 2      | —     | —     | —     | —     | —     | —     | —     | —     |
| Fractie Schimmert               | 2      | —     | —     | —     | —     | —     | —     | —     | —     |
| Partij W. Engels                | 0      | —     | —     | —     | —     | —     | —     | —     | —     |
| Gesamt                          | 17     | 17    | 17    | 17    | 17    | 17    | 17    | 17    | 17    |

Aufgrund der Fusion zum 1. Januar 2019 wählten die Bürger der Gemeinden Nuth, Onderbanken und Schinnen den Rat der neuen Gemeinde Beekdaelen am 21. November 2018.
Anmerkungen

### Kollegium von Bürgermeister und Beigeordneten
Folgende Personen gehörten zum letzten Kollegium der Gemeinde Nuth, das von 2014 bis 2018 besteht:
Bürgermeisterin
- Désirée Schmalschläger (GroenLinks) (Amtsantritt: 27. Juni 2013)

Beigeordnete
- Harry Bakker (Trots op Nederland)
- Ed Slangen (VVD)
- Fons Heuts (Burger Belangen Nuth)
- Funs Pluijmaekers (parteilos)

Gemeindesekretär
- Nico van den Bergh

## Persönlichkeiten
- Auguste Kerckhoffs (* 1835 in Nuth; † 1903 in Paris), Linguist und Kryptologe